# Monastère Lurji
Le monastère Lurji (en géorgien: ლურჯი მონასტერი), aussi appelé "monastère bleu", est une église orthodoxe géorgienne du XIIe siècle construite au nom de Saint André dans le quartier de Vere à Tbilissi, en Géorgie. Le nom historique populaire lurji ("bleu") est dérivé de son toit, orné de tuiles bleues émaillées.

## Historique
L'église se trouve dans la partie centrale (en) de Tbilissi, au parc Vere, sur la rive droite du Koura, non loin de l'embouchure de la rivière Vere (en). L'édifice original du monastère Lurji a été construit dans les années 1180, sous le règne de la reine Tamar. C'était une conception en forme de croix, avec une des colonnes portant un dôme et une abside allongée. Une longue inscription dans le tympan sud, en écriture géorgienne médiévale asomtavruli, identifie un mécène, Basil, l'ancien archevêque de Karthli. L'église fortement endommagée a été restaurée en tant que basilique en brique à trois nefs, sans dôme, au XVIIe siècle. Au XVIIIe siècle, l'église appartenait à la famille noble Gabashvili. En 1873, sous la domination russe, l'église a été reconstruite, selon le projet d'Aleksandr Chizhov, avec de nouveaux murs de briques reliées et un nouveau dôme rond, étranger aux formes architecturales géorgiennes, a été ajouté. Une nouvelle église, celle de Saint-Jean de Patmos, de conception russe typique, a été construite au sud du monastère Lurji, sous le vice-roi Grigory Golitsyn (en) de 1898 à 1901,.
À l'époque soviétique, le bâtiment du monastère Lurji était utilisé comme usine, entrepôt et enfin, comme musée de médecine géorgienne. En 1990, le monastère de Lurji a été restauré par l'Église orthodoxe géorgienne et reprise par les services chrétiens. En 1995, l'ancien dôme a été remplacé par un nouveau conique qui était plus conforme au design traditionnel géorgien. De la structure originale du XIIe siècle, seule une abside avec de grandes fenêtres ornées de charpentes, la moitié inférieure du mur sud et quelques rangées de pierres de façades ouest et nord restent encore.